# وقعة حنتر
وقعة حنتر هي معركة وقعت بين قائد الحامية العثمانية في جازان فرحات السكران، وبين أشراف صبيا آل الخواجي. انتهت المعركة بانتصار أشراف صبيا وذلك عام 955 هـ الموافق 1548.

## السبب
كان سبب الواقعة هو اعتداء والي جازان فرحات السكران على أشراف صبيا آل الخواجي حيث طالبهم بدفع العوائد الحكومية إلا أنهم لم يستجيبوا له ٬ فقام بغزوهم في بلادهم٬ واستولى على أموالهم٬ بالإضافة إلى تعديه على بعض سكان المخلاف بالضرب والسجن، مما تولد عنه استياء عام من سياسته٬ فتضافرت كراهية السكان له مع رغبة الأشراف آل الخواجي في الانتقام٬ فتزعموا لواء المقاومة بقيادة الشريف دريب بن مهارش الخواجي.

## الاستعداد للمعركة
جمع التركي فرحان السكران قواته البالغة من 200 جندي من الفرسان و 330 من حملة البنادق متوجهًا نحو صوب وادي صبيا , وحينما علم الأمير دريب بن مهارش بتحركه أخذ الأهبة والاستعداد فطلب نخوة قبائل وادي صبيا والمخلاف ثم تقدم بهم غلى حنتر حيث عكسرت الحملة و كانت قوات رجال القبائل تتألف من 200 فارس و 2000 من الرجال المشاة . 

## الوقعة
على الرغم من تفوق القوات العثمانية من ناحية التجهيزات العسكرية إلا أن تفوق الأشراف العددي مكنهم من إلحاق هزيمة كبيرة بهم٬ فقتلوا كثيرًا منهم٬ وغنموا جل أسلحتهم.وعندما عاد فرحات السكران العثماني مهزومًا إلى ابي عريش و كتب غلى مرجعه بزبيد بالحادث مجسمًا خطر و عصيان قبائل صبيا و المخلاف مبررًا هزيمته بما عنّ له من المبالغة والتهويش. وقد عمت المخلاف السليماني بعد هذه الوقعة موجة من الفوضى والاضطرابات وقطع الطرق من القبائل التي كانت تخشى على نفسها من القوات العثمانية٬ إذ إن هذه الهزيمة قضت على هيبة العثمانيين في المخلاف٬ وأضعفتهم بدرجة كبيرة.